# Lhokpu jezik
Lhokpu jezik  (ISO 639-3: lhp; isto i lhobikha, taba-damey-bikha), himalajski jezik, sinotibetska porodica, kojim govori oko 2 500 ljudi (Van Driem 1993) u jugozapadnom Butanu u distriktu Samtsi; sela: Taba Damtey, Loto Kuchu, Sanglong, Sataka i Lotu.
Narod Lhop ili Doya su drevna populacija u Butanu koja unutar matične tibetanske skupine nije pobliže klasificirana kao ni jezik gongduk [goe]   [goe].

## Vanjske poveznice
- Ethnologue (14th)
- Ethnologue (15th)
- The Lhokpu Language